# Parque Nacional Kalkalpen
O Parque Nacional Kalkalpen é um parque nacional localizado no estado austríaco da Alta Áustria. Tem um tamanho de 20 850 hectares e foi estabelecido em 1997.